# Disaro Akira Silvano
Disaro Akira Silvano (sinh ngày 2 tháng 4 năm 1996) là một cầu thủ bóng đá người Nhật Bản.

## Sự nghiệp câu lạc bộ
Disaro Akira Silvano hiện đang chơi cho Giravanz Kitakyushu.